# Chelinae
Sous-famille
Les Chelinae sont une sous-famille de tortues. Elle a été décrite par John Edward Gray en 1825.

## Répartition
Les espèces de cette famille se rencontrent en Amérique du Sud.

## Liste des genres
Selon TFTSG (10 janvier 2013) :
- genre Acanthochelys Gray, 1873
- genre Chelus Duméril, 1806
- genre Mesoclemmys Gray, 1873
- genre Phrynops Wagler, 1830
- genre Platemys Wagler, 1830
- genre Rhinemys Wagler, 1830

## Publication originale
- Gray, 1825 : A synopsis of the genera of reptiles and Amphibia, with a description of some new species. Annals of Philosophy, ser. 2, vol. 10, p. 193-217 (texte intégral).